# Limonium bocconei
Il limonio di Boccone (Limonium bocconei (Lojac.) Litard.) è una pianta appartenente alla famiglia delle Plumbaginaceae, endemica della Sicilia.
L'epiteto specifico è un omaggio al botanico palermitano Paolo Boccone (1633–1704).

## Descrizione
È una pianta perenne camefita suffruticosa, con fusti eretti alti 20–40 cm che si ramificano dicotomicamente.
Le foglie sono disposte a formare una rosetta basale e scompaiono al momento della fioritura.
I fiori, raccolti in infiorescenze a pannocchia, hanno una corolla color lilla. Fiorisce in giugno-luglio.

## Distribuzione e habitat
Specie endemica della Sicilia nord-occidentale e delle isole di Ustica, Levanzo, Favignana e Marettimo.
È una specie adattata a condizioni di alta salinità che popola le scogliere di natura calcareo-dolomitica.